# Gottskär
Gottskär est une localité de Suède située dans la commune de Kungsbacka du comté de Halland. Elle couvre une superficie de 3,45 km2. En 2000, elle compte 3 541 habitants.